# Рута (река)
Ру́та (бел. Ру́та, пол. Ruta) — река в Белоруссии, протекает по территории Новогрудского и Кореличского районов Гродненской области, левый приток Сервеча. Длина реки — 26 км, площадь водосборного бассейна — 132 км².
Исток реки находится около деревни Рутка 1-я (Новогрудский район) в 6 км к юго-востоку от центра города Новогрудок. Река течёт на восток, верхнее течение проходит по Новогрудскому району, затем река перетекает в Кореличский район.
Река течёт в пределах Новогрудской возвышенности по холмистой местности, именованных притоков не имеет. Долина реки плотно заселена, крупнейший населённый пункт на реке — районный центр Кореличи; помимо него река протекает ряд сёл и деревень: Рутка 1-я, Рутка 2-я, Волковичи, Гореличи, Омневичи (Новогрудский район); Куцевичи, Рута Горная, Рута Дольная, Полонная, Бушки, Загорье, Рутица (Кореличский район).
Впадает в Сервечь в 3 км к юго-востоку от центра Корелич.